# LRRN4CL
LRRN4CL (англ. LRRN4 C-terminal like) – білок, який кодується однойменним геном, розташованим у людей на 11-й хромосомі. Довжина поліпептидного ланцюга білка становить 238 амінокислот, а молекулярна маса — 25 262.
| 10         |  | 20         |  | 30         |  | 40         |  | 50         |
| ---------- |  | ---------- |  | ---------- |  | ---------- |  | ---------- |
| MLGSPCLLWL |  | LAVTFLVPRA |  | QPLAPQDFEE |  | EEADETETAW |  | PPLPAVPCDY |
| DHCRHLQVPC |  | KELQRVGPAA |  | CLCPGLSSPA |  | QPPDPPRMGE |  | VRIAAEEGRA |
| VVHWCAPFSP |  | VLHYWLLLWD |  | GSEAAQKGPP |  | LNATVRRAEL |  | KGLKPGGIYV |
| VCVVAANEAG |  | ASRVPQAGGE |  | GLEGADIPAF |  | GPCSRLAVPP |  | NPRTLVHAAV |
| GVGTALALLS |  | CAALVWHFCL |  | RDRWGCPRRA |  | AARAAGAL   |  |            |

A: Аланін

C: Цистеїн

D: Аспарагінова кислота

E: Глутамінова кислота

F: Фенілаланін

G: Гліцин

H: Гістидин

I: Ізолейцин

K: Лізин

L: Лейцин

M: Метіонін

N: Аспарагін

P: Пролін

Q: Глутамін

R: Аргінін

S: Серин

T: Треонін

V: Валін

W: Триптофан

Локалізований у мембрані.